# Смолянчук, Александр Фёдорович
Александр (Алесь) Фёдорович Смоленчук (род. 23 мая 1959, Козловщина, Гродненская область) — советский, белорусский историк, доктор исторических наук (2002), профессор.

## Биография
В 1981 году окончил Гродненский государственный университет имени Янки Купалы, после чего два года служил в Советской армии. Работал учителем истории в средней школе, научным сотрудником Республиканского музея истории религии и Гродненского областного историко-археологического музея, в Гродненском государственном университете имени Янки Купалы. В 1991 году поступил в заочную аспирантуру Института истории Академии наук Белорусской ССР, под руководством профессора Михаила Бича исследовал историю национальных движений в период революции 1905—1907 годов на белорусских землях. Стажировался в Варшавском и Ягеллонском университетах (Польша). С 1999 года работал в лаборатории по изучению проблем региональной культуры в Гродненском университете. С 1998 года был заместителем редактора научного журнала «Исторический альманах». Со следующего года стал редактором краеведческого альманаха «Город святого Губерта», посвящённого истории Гродно и судьбе памятников истории и культуры. С 2000 года являлся организатором, руководителем и участником многих научных экспедиций по устной истории по разным регионам Белоруссии. В 2001 году стал членом Исполкома Белорусского исторического общества. С 2006 года является профессором Европейского гуманитарного университета (Вильнюс), с 2007 года — директором Института исторических исследований (ЕГУ). С 2007 — редактор ежегодника антропологической истории «Homo historicus», первый том которого вышел в печать в 2008 году. Стал одним из организаторов и руководителей исследовательского (источниковедческого) проекта «Гродненский палимпсест» (2008—2011).

## Научная деятельность
В 1995 году защитил кандидатскую диссертацию. В 2002 году защитил докторскую диссертацию на тему «Польское общественно-политическое движение на белорусских и литовских землях в 1864—1917 годах». Монография «Между краёвцами и национальной идеей…» победила в конкурсе Белорусского исторического общества на лучшую научную книгу по истории Белоруссии за 2001—2002 годы.
Основные темы научных исследований: историческая антропология, история польского движения в Белоруссии и Литве в XIX — начале XX веков, история белорусского национального движения, политическая история Белоруссии XIX—XX веков и её отражение в памяти жителей Беларуси (устная история), краеведение. Является автором монографий, посвящённых польскому национальному движению и деятельности «краёвцев» в начале XX века, а также многочисленных статей, рецензий, публикаций документов в научных изданиях Белоруссии, Польши, России, Украины, Литвы и Чехии, одним из составителей хрестоматии «История Беларуси конца XVIII — начала XX века в документах и материалах» (Вильнюс: ЕГУ, 2007), составителем, одним из авторов и редактором научного сборника, посвящённого истории вольных каменщиков (масонов) в Белоруссии.